# Década de 1330
Séculos: (Século XIII - Século XIV - Século XV)
Décadas: 1280 1290 1300 1310 1320 - 1330 - 1340 1350 1360 1370 1380
Anos: 1330 - 1331 - 1332 - 1333 - 1334 - 1335 - 1336 - 1337 - 1338 - 1339